# Yogyakarta-beginselen

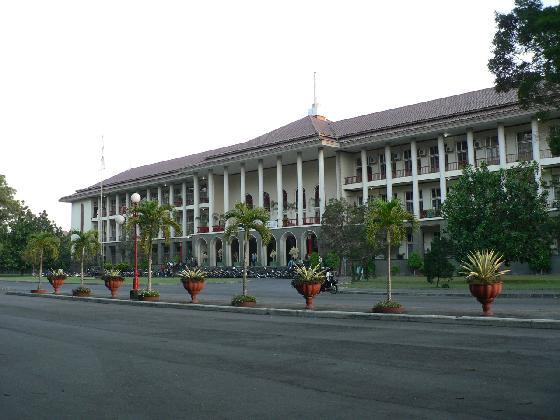
Universitas Gadjah Mada

De Yogyakarta-beginselen, formeel de Yogyakarta-beginselen voor de toepassing van Mensenrechten met betrekking tot Seksuele Oriëntatie en Genderidentiteit, zijn een verzameling beginselen met betrekking tot seksuele oriëntatie, genderidentiteit en interseksevariaties, vaak aangeduid met het acroniem LGBT of LGBTI. Ze werden opgesteld van 6 tot en met 9 november 2006 aan de Universitas Gadjah Mada in Yogyakarta door de Internationale Commissie van Juristen, op verzoek van Louise Arbour, de toenmalige hoge commissaris voor de mensenrechten van de Verenigde Naties (VN). Het document bevat 29 principes, samen met richtlijnen en adviezen over de toepassing ervan, en is bedoeld om de discriminatie van de betrokken bevolkingsgroepen tegen te gaan.
De principes zijn opgesteld naar aanleiding van een patroon van misbruik dat zich wereldwijd voordoet. Voorbeelden hiervan zijn verkrachting, marteling, buitengerechtelijke executies, eerwraak, medisch misbruik, beperkingen of ontzegging van de vrijheid van meningsuiting en een ruim scala aan discriminatoire maatregelen betreffende werk, huisvesting, opleiding en immigratie en een beperkte toegang tot onafhankelijke rechtspraak. Deze maatregelen treffen enige miljoenen mensen.

## Achtergrond
In een bijgevoegde verklaring wordt erop gewezen dat bezorgdheid is geuit over de toenemende minachting van elementaire mensenrechten op grond van seksuele oriëntatie en geslachtsidentiteit. Rechten die voor de Universele Verklaring van de Rechten van de Mens zijn gewaarborgd, worden slechts fragmentarisch toegepast en nageleefd; voorbeelden van buitengerechtelijke executies, marteling en mishandeling, seksueel geweld, schending van privacy, willekeurige arrestaties en detentie, geen of slechte toegang tot de arbeidsmarkt en opleidingen worden genoemd.
De Raad van Europa heeft de beginselen expliciet onderschreven en een aantal aanbevelingen aan lidstaten opgesteld om de Yogyakarta-beginselen in de praktijk te brengen. De 'advocacy director for gay rights' bij Human Rights Watch, Boris Dittrich, houdt zich op dit moment bezig met implementatie van de Yogyakarta-beginselen bij de Verenigde Naties.

## Samenvatting
- Preambule: De preambule bevestigt de schendingen van mensenrechten specifiek naar aanleiding van seksuele oriëntatie en genderidentiteit, wijst op het betreffende juridisch raamwerk van de Verenigde Naties en definieert gebruikte termen. De volledige tekst van de Yogyakarta-Principes is tamelijk lang en gaat in op vele juridische aspecten. De website waarop deze principes worden samengevat en toegankelijk gemaakt biedt een overzicht:[4]
- Universele geldigheid van de Rechten van de Mens, vrijwaring van discriminatie en erkenning door de wet: Principes 1 t/m 3 stellen dat de Algemene verklaring van de Rechten van de Mens universeel zijn en op alle bevolkingsgroepen zonder onderscheid op grond van seksuele geaardheid of genderidentiteit, van toepassing is. Dit geldt eveneens voor toegang tot en erkenning persoonlijkheid zonder operatieve ingrepen of sterilisatie door de rechterlijke en wetgevende macht van individuele lidstaten.
  - voorbeeld:
    - Wetten die homoseksuelen discrimineren schenden het internationaal recht. (Beslissing van het Mensenrechtencomité van de Verenigde Naties).
- Recht op menselijke en persoonlijke vrijheid: Principes 4 tot 11 gaan in op het recht op leven, vrijwaring van geweld en marteling, toegang tot het rechterlijk apparaat en vrijwaring van arbitraire detentie en mensenhandel.[5]
  - Voorbeelden:
    - De doodstraf wordt nog steeds toegepast voor vrijwillige seks tussen twee personen van hetzelfde geslacht, ondanks verschillende resoluties van de VN die deze praktijk expliciet verbieden.
    - Elf mannen werden in een homo-kroeg gearresteerd en werden meer dan een jaar vastgehouden. De VN werkgroep Arbitraire Detentie kwam tot de conclusie dat de mensenrechten van de gevangenen is geschonden en stelde met bezorgdheid vast dat "een van de gevangenen ten gevolge van deze willekeurige arrestatie en detentie is overleden"
- Economische, Sociale en Culturele rechten: Principes 12 tot 18 gaan in op het belang van het verbod op discriminatie in economische, sociale en culturele aangelegenheden, zoals toegang tot de arbeidsmarkt, huisvesting, sociale zekerheid, opleiding en gezondheidszorg.
  - Voorbeelden:
    - Lesbische en transgender vrouwen lopen een verhoogd risico op discriminatie, dakloosheid en geweld. (rapport van de Speciale Rapporteur voor adequate huisvesting).
    - Meisjes die te kennen geven op meisjes te vallen worden verwijderd door educatieve instellingen (Speciale rapporteur educatieve rechten)
    - De hoge commissaris voor Mensenrechten heeft zijn zorg uitgesproken over wetgeving die geslachtsverandering voor transseksuelen verbiedt of interseksuelen dwingt deze tegen hun wil te ondergaan.
- Recht op Expressie, Opinie en Vereniging: Principes 19 tot 21 benadrukken het belang van de vrijheid van zelfexpressie met inbegrip van seksuele identiteit of geaardheid, het deelnemen aan vreedzame demonstraties en openbare vergaderingen en evenementen zonder bemoeienis van lidstaten.
  - Voorbeeld:
    - Een vreedzame demonstratie ter bevordering van gelijkheid op grond van seksuele geaardheid werd door de autoriteiten verboden en deelnemers werden lastiggevallen en geïntimideerd door zowel de politie als extremistische groepen die slogans riepen zoals "Grijp de mietjes", "Wij zullen met jullie doen wat Hitler met de Joden deed" (Rapport van de Speciale Rapporteur Contemporaine vormen van racisme, discriminatie, xenofobie en gerelateerde intolerantie).
- Reisvrijheid en het recht op Asiel: Principes 22 en 23 benadrukken de rechten van individuen asiel aan te vragen op grond van vervolging op basis van seksuele geaardheid en genderidentiteit.
  - Voorbeeld:
    - Vluchtelingen die op grond van seksuele oriëntatie een reële vrees voor vervolging koesteren, moet asiel worden verleend. (Richtlijnen UNHCR)
- Recht op deelname aan het culturele- en familie-leven: Principes 24 tot 26 gaan in op de rechten van individuen om deel te nemen aan het familieleven, openbare aangelegenheden en het culturele leven in hun gemeenschappen, zonder discriminatie op grond van seksuele geaardheid of genderidentiteit.
  - Voorbeeld:
    - Lidstaten hebben de verplichting niet te onderscheiden tussen homo en heteroseksuele relaties wanneer het om dingen als uitkeringen en pensioenen gaat. (Beslissing UN Human Rights Commitee)
- Rechten van Mensenrechtenactivisten: Principe 27 erkent het recht mensenrechten te verdedigen zonder daarbij gediscrimineerd te worden op grond van seksuele geaardheid of genderidentiteit en de verplichting van lidstaten de bescherming van mensenrechtenverdedigeren te garanderen.
  - Voorbeelden:
    - Mensenrechtenactivisten die aan kwesties van seksuele geaardheid en genderidentiteit werken worden in verschillende regio's "bedreigd, in huis of kantoor overvallen, aangevallen, gemarteld, verkracht, gekweld met regelmatige doodsdreigingen en vermoord. Een belangrijke zorg hierin is een bijna algeheel gebrek aan serieuze aandacht waarmee zulke zaken worden behandeld door de verantwoordelijke regeringen." (Rapport van de Speciale Afgevaardigde van de Secretaris Generaal van de VN over mensenrechtenactivisten")
- Recht op Verhaal en Verantwoording: Principes 28 en 29 bevestigen dat het belangrijk is de schenders van mensenrechten ter verantwoording te roepen en dat de slachtoffers van schendingen hun schade kunnen verhalen.
  - Voorbeeld:
    - De hoge commissaris voor Mensenrechten heeft zijn zorg tot uitdrukking gebracht over de "straffeloosheid van geweld tegen LGBTI-personen" en "de verantwoordelijkheid van lidstaten effectieve bescherming te bieden". De hoge commissaris merkt op dat "het uitsluiten van LGBTI-personen van deze bescherming duidelijk zowel de internationale rechten van de mens als algemene standaarden van menselijkheid schendt die ons allen binden".
- Verdere aanbevelingen: Aan de Yogyakarta-Principes is een lijst met 16 aanbevelingen aan mensenrechtenorganisaties, professionele instituten, ngo's, de hoge commissaris voor de Mensenrechten, verschillende VN-instituten, verdragsorganisaties en anderen toegevoegd
  - Voorbeeld:
    - Aan het eind van het document wordt gewezen op de verantwoordelijkheid van een reeks instellingen en personen om de rechten van de mens te bevorderen en te beschermen en deze principes in hun werk te betrekken. Een gezamenlijke verklaring bij de Mensenrechtenraad van de Verenigde Naties door 54 staten uit vier van de vijf regio's op 1 december 2006 dringt aan op aandacht van de Raad voor de Rechten van de Mens voor schendingen van deze rechten op grond van seksuele voorkeur en genderidentiteit en roemt verschillende burgerinitiatieven op dit gebied. Er wordt een beroep gedaan op alle verdragsorganisaties de schendingen van mensenrechten op grond van seksuele geaardheid en genderidentiteit in hun werk te betrekken. Zoals deze verklaring en de Yogyakarta-principes erkennen, is de effectieve bescherming van de Rechten van de Mens een verantwoordelijkheid van allen.

### Ondertekenaars
- Philip Alston (Australië)
- Maxim Anmeghichean (Moldavië)
- Mauro Cabral (Argentinië)
- Edwin Cameron (Zuid-Afrika)
- Sonia Onufer Corrêa (Brazilië)
- Yakin Ertürk (Turkije)
- Elizabeth Evatt (Australië)
- Paul Hunt (Nieuw-Zeeland)
- Asma Jahangir (Pakistan)
- Maina Kiai (Kenia)
- Miloon Kothari (India)
- Judith Mesquita (Verenigd Koninkrijk)
- Alice M. Miller (Verenigde Staten)
- Sanji Mmasenono Monageng (Botswana)
- Vitit Muntarbhorn (Thailand)
- Lawrence Mute (Kenia)
- Manfred Nowak (Oostenrijk)
- Ana Elena Obando Mendoza (Costa Rica)
- Michael O'Flaherty (Ierland)
- Sunil Pant (Nepal)
- Dimitrina Petrova (Bulgarije)
- Rudi Mohammed Rizki (Indonesië)
- Mary Robinson (Ierland)
- Nevena Vuckovic Sahovic (Servië)
- Martin Scheinin (Finland)
- Wan Yanhai (China)
- Stephen Whittle (Verenigd Koninkrijk)
- Roman Wieruszewski (Polen)
- Robert Wintemute (Canada en Verenigd Koninkrijk)

## Yogyakarta Principles plus 10
Op 10 november 2017 werden in Genève de Yogyakarta Principles plus 10 (YP +10) aangenomen. Deze bestaan uit Principe 30 tot en met Principe 38 en vormen een aanvulling op de oorspronkelijke 29 principes uit 2006. Deze aanvulling kwam voort uit de ontwikkelingen op het gebied van de internationale mensenrechten, uit het toenemende begrip voor personen met verschillende seksuele oriëntaties en genderidentiteiten, alsmede de erkenning van de vaak andersoortige schendingen op het gebied van genderexpressie en seksekenmerken.